# 卡普斯钦斯基方程
卡普斯钦斯基方程（英語：Kapustinskii equation）可以计算离子晶体的晶格能 UL，而这是实验难以确定的。这是以卡普斯钦斯基的名字命名的，他在1956年提出了这个方程。
{\displaystyle U_{L}=-{K}\cdot {\frac {\nu \cdot |z^{+}|\cdot |z^{-}|}{r^{+}+r^{-}}}\cdot {\biggl (}1-{\frac {d}{r^{+}+r^{-}}}{\biggr )}}
| 其中 | K = 1.2025×10−4 J·m·mol−1                 |
|      | d = 3.45×10−11 m                          |
|      | ν 是离子数目的经验公式，                  |
|      | z+和z− 分别是阳离子和阴离子所带的电荷数， |
|      | r+和r− 分别是阳离子和阴离子的半径。       |
这样计算的晶格能较为准确，与准确值在一般情况下相差不到5 %。
此外，在晶格能已知的情况下，能够用这个方程确定离子半径。这对于复杂离子很有用，例如硫酸根 (SO2−
4)或磷酸根 (PO3−
4)。